# Paulo Alves
Paulo Lourenço Martins Alves, meglio conosciuto come Paulo Alves (Vila Real, 10 dicembre 1969), è un allenatore di calcio ed ex calciatore portoghese, di ruolo attaccante, tecnico del Mafra.

## Carriera

### Club
Durante la sua carriera ha giocato con Gil Vicente, Tirsense, Maritimo, Braga, Sporting Lisbona, West Ham, Bastia e União Leiria.

### Nazionale
Ha varie volte rappresentato la nazionale portoghese.

### Allenatore
Dopo aver allenato Gil Vicente, União Leiria e Vizela, diventa allenatore del Portogallo Under-21.

## Palmarès

### Giocatore

#### Club
- Supercoppa di Portogallo: 1

Sporting Lisbona: 1995

#### Nazionale
- Campionato mondiale Under-20: 1

Arabia Saudita 1989

### Allenatore
- Segunda Liga: 2

Gil Vicente: 2010-2011
Moreirense: 2022-2023